# Protocolli di Auschwitz

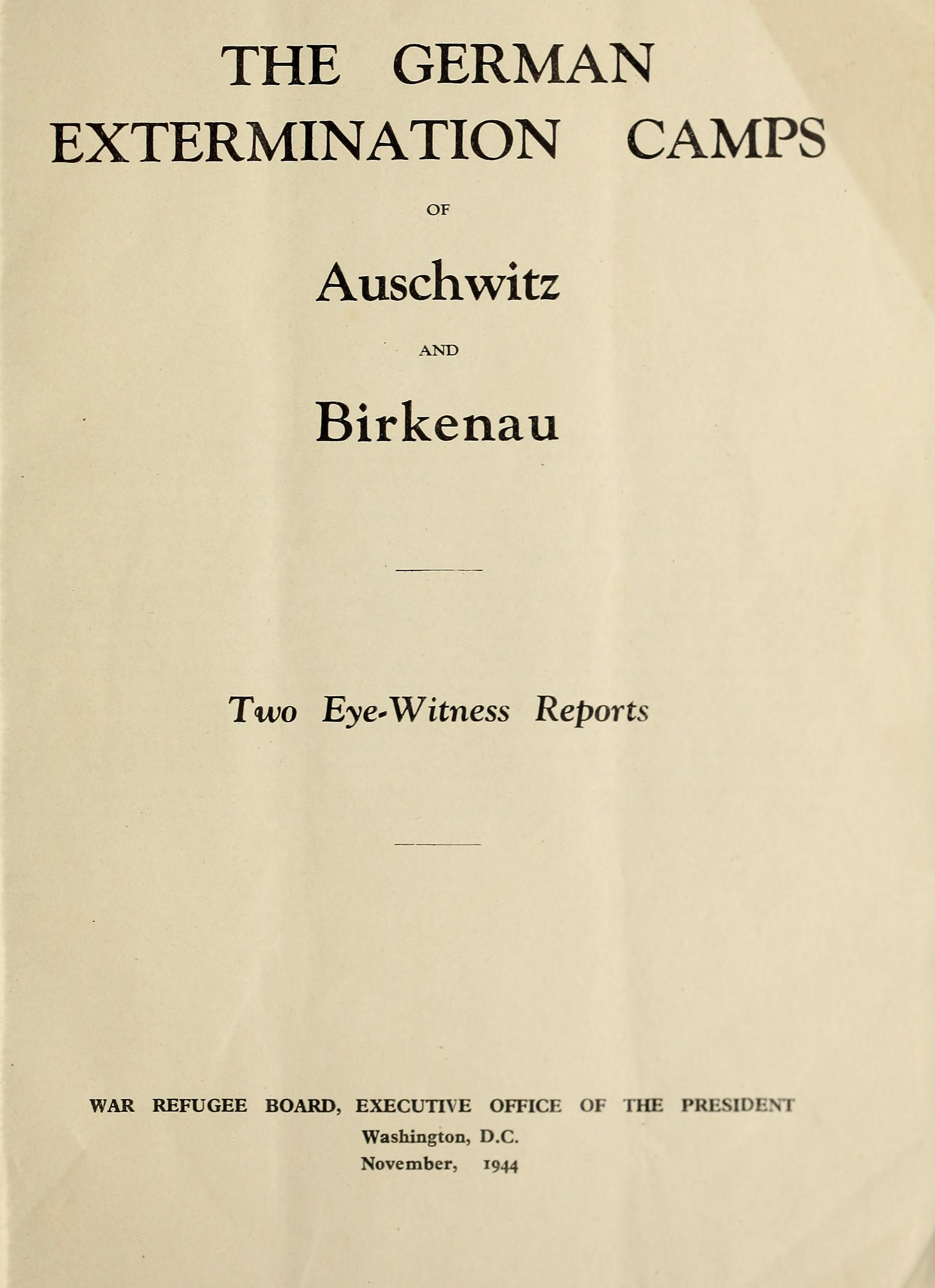
I campi di sterminio tedeschi di Auschwitz e Birkenau - frontespizio, novembre 1944

I Protocolli di Auschwitz, noti anche come Auschwitz Reports, e originariamente pubblicati come The German extermination camps of Auschwitz and Birkenau, sono una raccolta di tre testimonianze oculari del 1943-1944 sull'omicidio di massa, all'epoca in corso, all'interno del campo di concentramento di Auschwitz durante la seconda guerra mondiale. I resoconti dei testimoni oculari sono noti individualmente come il rapporto Vrba-Wetzler, il rapporto del maggiore polacco e il rapporto Rosin-Mordowicz.

## Descrizione
I rapporti furono compilati dai prigionieri fuggiti dal campo e organizzati in ordine di importanza, secondo il criterio degli Alleati, piuttosto che in ordine cronologico.
I fuggitivi, autori dei rapporti, furono: Rudolf Vrba e Alfred Wetzler per il "rapporto Vrba-Wetzler"; Arnošt Rosin e Czesław Mordowicz per il "rapporto Rosin-Mordowicz"; Jerzy Tabeau per il "rapporto del maggiore polacco".
Il rapporto Vrba-Wetzler fu ampiamente diffuso dal Gruppo di lavoro di Bratislava nell'aprile 1944 e, con l'aiuto del diplomatico rumeno Florian Manoliu e di Moshe Krausz a Budapest, raggiunse con molto ritardo George Mantello, segretario dell'ambasciata di El Salvador in Svizzera, che a sua volta lo diffuse immediatamente nonostante la richiesta di Rudolf Kasztner di tenerlo riservato.
Grazie a questa ampia diffusione, si verificarono diverse manifestazioni in Svizzera, ci furono anche dei sermoni nelle chiese svizzere sulla tragica situazione degli ebrei, iniziò anche una campagna stampa per protestare contro le atrocità subite dagli ebrei. Questi eventi, senza precedenti in Svizzera, insieme ad altre considerazioni del caso, portarono alla minaccia di sanzioni contro il reggente ungherese Miklós Horthy da parte di Roosevelt, di Winston Churchill e altri: queste pressioni furono uno dei principali fattori che convinsero Horthy a fermare i trasporti ungheresi verso i campi di sterminio.
I rapporti completi furono pubblicati con sette mesi di ritardo dallo United States War Refugee Board il 26 novembre 1944 con il titolo The Extermination Camps of Auschwitz (Oświęcim) and Birkenau in Upper Silesia. Furono poi presentati come prova al Processo di Norimberga come documento numero 022-L, e sono conservati negli archivi del War Refugee Board della Franklin D. Roosevelt Presidential Library and Museum di New York.
Non si sa quando furono denominati per la prima volta Protocolli di Auschwitz, ma Randolph L. Braham potrebbe essere stato il primo a farlo, infatti usò quel titolo per il documento in The Politics of Genocide: The Holocaust in Hungary nel 1981.

## I rapporti
- Il rapporto Vrba-Wetzler, di 33 pagine[6] scritto intorno al 24 aprile 1944, da Vrba e Wetzler, due prigionieri slovacchi fuggiti da Auschwitz tra il 7 e 11 Aprile 1944.[7] Nei Protocolli ebbe il titolo N. 1. I campi di sterminio di Auschwitz (Oswiecim) e Birkenau nell'Alta Slesia.[8][9]
- Il rapporto Rosin-Mordowicz, di 7 pagine[10] scritto da Arnošt Rosin e Czesław Mordowicz, anch'essi prigionieri slovacchi fuggiti da Auschwitz il 27 maggio 1944.[7] Fu presentato come capitolo aggiuntivo del rapporto Vrba-Wetzler dal titolo III. Birkenau.[8]
- Il "rapporto del maggiore polacco", di 19 pagine[11] scritto da Jerzy Tabeau (o Tabau); entrò ad Auschwitz con lo pseudonimo di Jerzy Wesołowski e fuggì con Roman Cieliczko il 19 novembre 1943. Zoltán Tibori Szabó scrive che Tabeau compilò il suo rapporto tra il dicembre 1943 e gennaio 1944. Fu copiato utilizzando una macchina per stampini a Ginevra nell'agosto 1944 e fu distribuito dal governo polacco in esilio e dai gruppi ebraici.[12] Fu presentato nei Protocolli come No 2. Transport (The Polish Major's Report.[8]

Il contenuto dei Protocolli fu discusso in dettaglio dal New York Times il 26 novembre 1944.

### Approfondimenti
- Randolph L. Braham, The Politics of Genocide: The Holocaust in Hungary, 2011ª ed., Columbia University Press, 1981.
- Henryk Świebocki, Informing the world about Auschwitz [collegamento interrotto], su Memorial and Museum Auschwitz-Birkenau, 2013.